# Pedricktown
Pedricktown est une communauté non incorporée et une census-designated place (CDP) américaine située dans le township d'Oldmans (en), dans le comté de Salem de l'État du New Jersey,,,. En 2010, Pedricktown compte 524 habitants. La CDP est desservie par les services postaux gouvernementaux sous le code ZIP 08067.

## Géographie
Pedricktown se trouve aux coordonnées 39° 45′ 59″ N, 75° 24′ 27″ O (39.76643° N, 75.407591° O), à une altitude de 3 m.
D'après le Bureau du recensement des États-Unis, la CDP s'étend sur un territoire de 2,345 km2, dont 2,340 km2 de terre et 0,005 km2 d'eau.

## Économie
La filiale du sud du New Jersey de la compagnie alimentaire Goya Foods est basée à Pedricktown. La CDP compte également une entreprise vinicole, la Salem Oak Vineyards.

## Transports
L'accès à Pedricktown s'effectue par la sortie 7 de l'Interstate 295 (en) via la County Route 643.
L'aérodrome Spitfire (en) (code FAA : 7N7) est un aérodrome municipal situé à environ 3 km au sud de Pedricktown. C'est le seul établissement de ce type dans le comté de Salem.